# Samuel Plouhinec
Samuel Plouhinec (født 5. marts 1976) er en fransk tidligere professionel cykelrytter.